# Christiane Brehl
Christiane Brehl (* 12. März 1963 in Bad Honnef) ist eine deutsche Journalistin.

## Leben
Sie wuchs in Bad Honnef auf, studierte Politik, Anglistik und Geschichte an der Universität Bonn und absolvierte von 1984 bis 1985 ein Auslandsstudienjahr an der American University in Washington, D.C.
Noch während ihres Studiums begann sie eine Tätigkeit beim Westdeutschen Rundfunk als Radiomoderatorin für WDR 2. 1989 wurde sie für ein Volontariat beim Süddeutschen Rundfunk zugelassen. Anschließend arbeitete Brehl sowohl für die Radioprogramme SDR1 und SDR3 als auch beim SWR-Fernsehen. Dort führte sie zunächst durch die Sendung "Landesschau", ab Herbst 2002 moderiert sie die Regionalnachrichten-Sendung "Baden-Württemberg aktuell". Seit Februar 2010 ist sie Referatsleiterin beim SWR, Bereich Personalentwicklung.